# Arquidiócesis de Lanciano-Ortona
La arquidiócesis de Lanciano-Ortona (en latín: Archidioecesis Lancianensis-Ortonensis y en italiano: Arcidiocesi di Lanciano-Ortona) es una circunscripción eclesiástica de la Iglesia católica en Italia. Se trata de una arquidiócesis latina, sufragánea de la arquidiócesis de Chieti-Vasto. Desde el 11 de octubre de 2010 su arzobispo es Emidio Cipollone.

## Territorio y organización

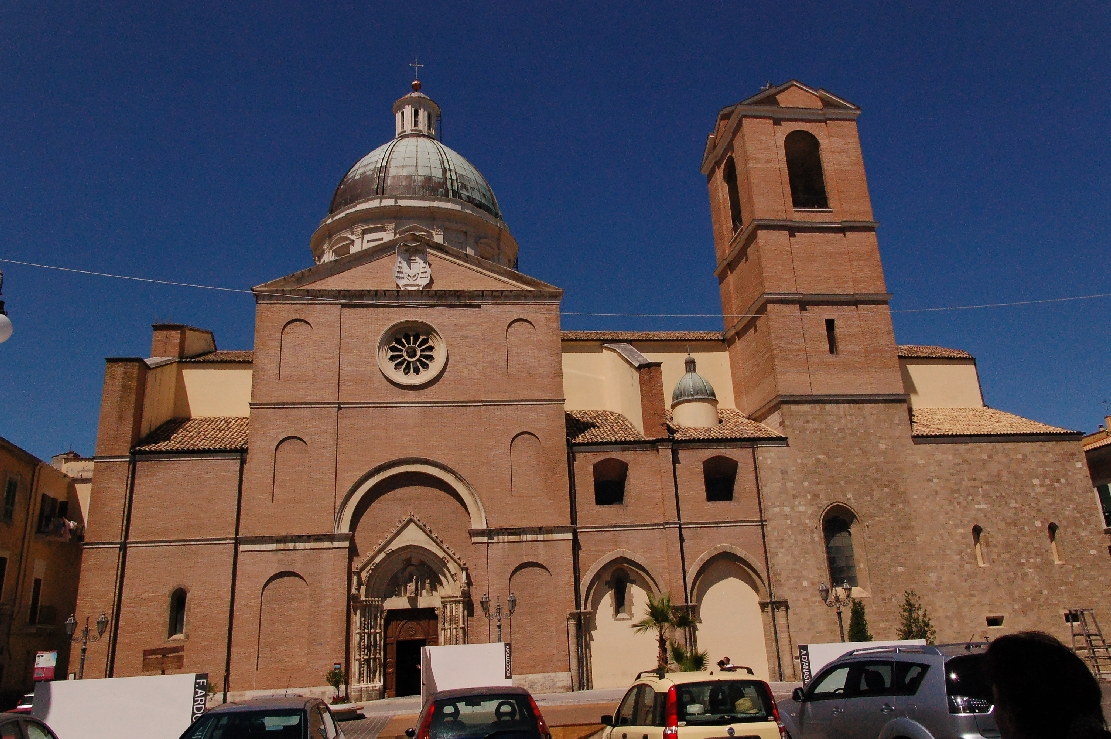
Concatedral basílica de San Tomás Apóstol, en Ortona

La arquidiócesis tiene 305 km² y extiende su jurisdicción sobre los fieles católicos de rito latino residentes en las comunas de la de la provincia de Chieti de la región de Abruzos de: Are, Arielli, Canosa Sannita, Castel Frentano, Crecchio, Frisa, Lanciano, Mozzagrogna, Ortona, Poggiofiorito, San Vito Chietino (en parte), Santa Maria Imbaro, Tollo y Treglio.

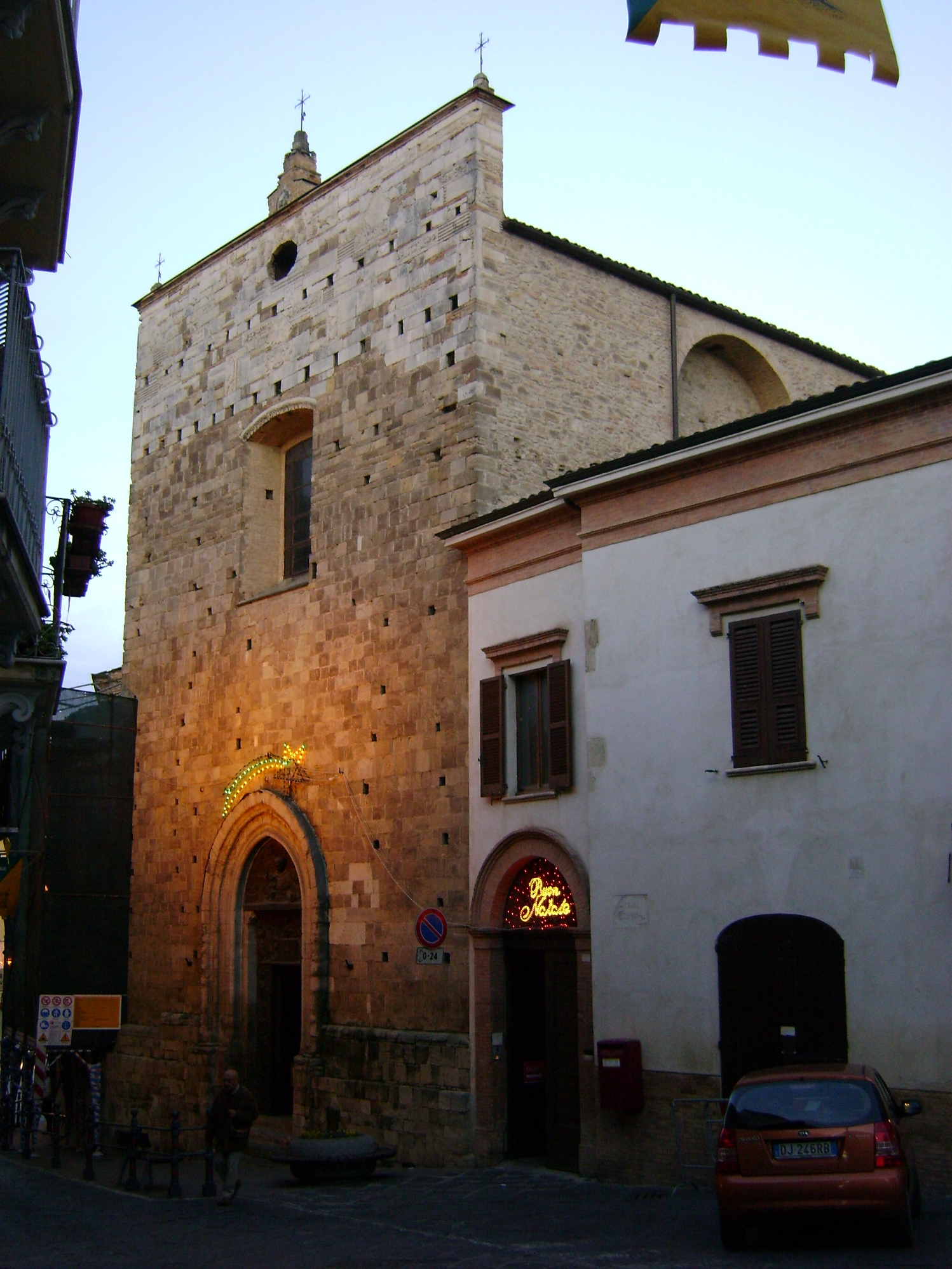
Iglesia de San Francisco, en Lanciano

La sede de la arquidiócesis se encuentra en la ciudad de Lanciano, de la Virgen del Puente. En Ortona se encuentra la Concatedral basílica de Santo Tomás Apóstol. Entre los edificios más importantes de la arquidiócesis se encuentra la iglesia de San Francisco, en donde se conservan las reliquias del milagro eucarístico de Lanciano.

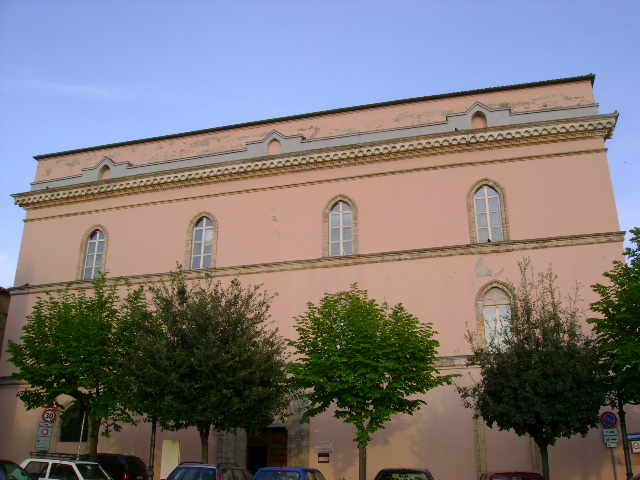
Basílica santuario de Santa María de los Milagros, en Casalbordino

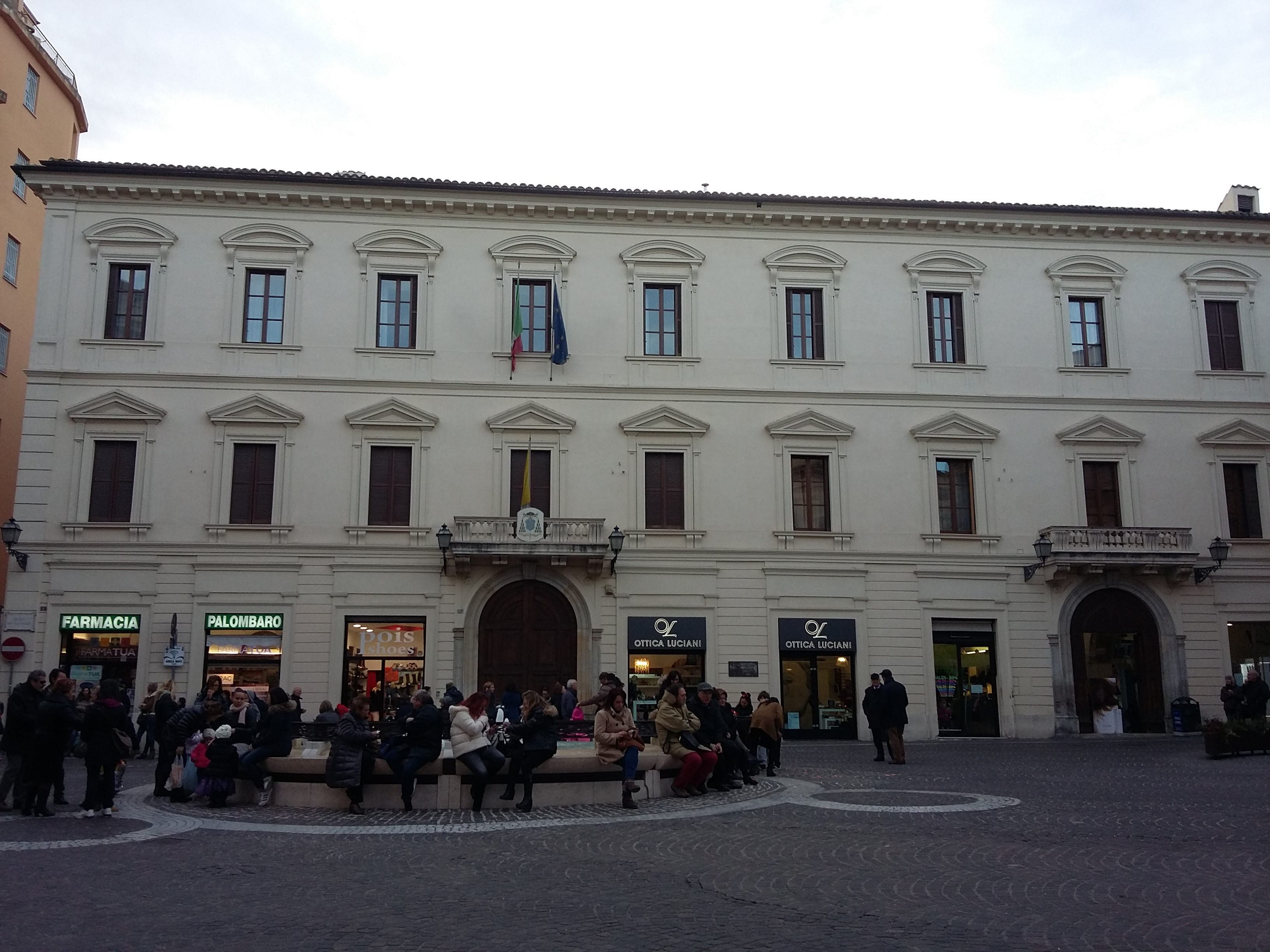
Palacio arzobispal de Lanciano, sede del museo diocesano, de la biblioteca y del archivo histórico diocesano

En 2021 en la arquidiócesis existían 144 parroquias.

## Historia
La actual arquidiócesis nació en 1986 de la unión de dos sedes anteriores: la de Ortona, documentada a partir de finales del siglo VI y restaurada en 1570; y la sede de Lanciano, erigida en 1515.

### Lanciano
A petición de los ciudadanos de Lanciano, especialmente de los notables y del clero local, que resentían la sumisión eclesiástica a Chieti, ya en 1499 el papa Alejandro VI había independizado al arciprestazgo de Lanciano, sometiéndolo inmediatamente a la Santa Sede. Estaba gobernado por el arcipreste de Santa María la Mayor, quien también era al mismo tiempo vicario general de la diócesis de Chieti.
Sin embargo, la exención no fue suficiente. Así, el 27 de junio de 1515 el papa León X erigió la diócesis, originalmente sujeta inmediatamente a la Santa Sede, fue colocada como sufragánea de Chieti por el papa Clemente VII cuando esta última fue elevada a sede metropolitana el 1 de junio de 1526.
El nuevo sometimiento eclesiástico impuesto por la pertenencia a la provincia eclesiástica de Chieti dio lugar a nuevas controversias, disputas y desacuerdos. Así, a petición del obispo Leonardo Marini, el 9 de enero de 1561 el papa Pío IV mediante la bula Super universas elevó a Lanciano a la dignidad metropolitana sin sufragáneas y la sacó de la jurisdicción de la arquidiócesis teatina.
Los obispos de Lanciano ocuparon puestos de primer nivel en el gobierno de la Iglesia o de los Estados Pontificios: Leonardo Marini fue nuncio apostólico ante el emperador Carlos V; el cardenal Egidio Canisio fue nuncio y legado apostólico en España, en la República de Venecia y en el Reino de Nápoles; Mario Bolognini fue gobernador de Ancona. El obispo Francisco Romero estableció el seminario diocesano en 1619, que fue dotado con copiosas rentas por sus sucesores Andrea Gervasi y Francesco Antonio Carafa.
«Entre los obispos más ilustres cabe destacar al piadoso Paolo Tasso (1588-1607), que murió en concepto de santidad; el ilustrado, austero y erudito Antonio Ludovico Antinori (1745-1754), todavía el historiógrafo más autorizado de la diócesis y de toda la región; el sabio Francesco María Petrarca (1872-1895), a quien con razón se puede considerar el fundador de la biblioteca diocesana por el copioso patrimonio bibliográfico que dejó como legado; el "santo" Pietro Tesauri (1939-1945), fallecido en la extrema pobreza, meritorio por su actividad filantrópica y por haber salvado, en octubre de 1943, la ciudad de la represión que se levantó contra la opresión nazi.»

### Ortona
El obispado de Ortona tiene orígenes antiguos. Hay tres obispos conocidos de la antigüedad. Dos de ellos, Blando y Calunnioso, aparecen en las cartas de Gregorio Magno de finales del siglo VI. Otro obispo, Viatore, participó en el Concilio de Letrán del año 649 convocado por el papa Martín I contra el monotelismo. Pietro, a quien Cappelletti y Gams llaman Giovanni, es indicado por D'Avino entre los participantes en el Concilio de Altheim (convocado por el arzobispo Herigar de Maguncia) en 916 como legado papal; en realidad este obispo no pertenece a la diócesis de Ortona, sino a la de Orte.
Posteriormente, no se sabe nada más sobre la diócesis hasta que fue restaurada por el papa Pío V el 20 de octubre de 1570 como sufragánea de Chieti y con un territorio desmembrado del de la arquidiócesis de Lanciano.
La basílica de Santo Tomás Apóstol fue declarada catedral de la nueva diócesis. La iglesia original, destruida por los normandos en 1060, fue reconstruida y dedicada el 10 de noviembre de 1127 a Santa Maria degli Angeli. Desde 1258 albergó las reliquias del apóstol Tomás, quien pronto pasó a ser titular del edificio sagrado. Dañado varias veces, fue reconstruido tras los bombardeos de 1943.
El 12 de mayo de 1600 la recién erigida diócesis de Campli se unió a Ortona aeque principaliter que, aunque distante y no contigua a la de Ortona, era, como Ortona, un dominio farnesiano en Abruzos.
Entre los obispos de Ortona y Campli se recuerda especialmente al teatino Giovanni Vespoli-Casanatte (1675-1716), que instituyó el seminario diocesano, visitó varias veces las dos diócesis y celebró en ambas sínodos diocesanos, según las directrices del Concilio de Trento; también fue responsable de la restauración de la catedral de Ortona y su cúpula, dañada durante un terremoto. También es digno de mención el obispo Domenico de Dominicis (1766-1791), "ilustre prelado de la santidad de las costumbres y de la doctrina", que trabajó en particular a favor del seminario y en la reconstrucción del palacio episcopal.
A raíz del concordato de 1818 entre el papa Pío VII y Fernando I de las Dos Sicilias, en virtud de la bula De utiliori del 27 de junio de 1818 las diócesis de Ortona y Campli fueron suprimidas por falta de ingresos: Campli y su distrito fueron fusionados en el diócesis de Teramo, mientras que Ortona fue anexada a Lanciano.

### Lanciano-Ortona
La diócesis de Ortona fue restaurada de nuevo el 19 de febrero de 1834 mediante la bula Ecclesiarum omnium del papa Gregorio XVI y confiada, bajo régimen de administración perpetua, al arzobispo de Lanciano. La bula también asignó a la diócesis el territorio que ya le pertenecía antes de la supresión de 1818, a saber, los municipios de Ortona, Caldari, Canosa, Crecchio, Tollo y Treglio.
La administración terminó el 24 de noviembre de 1945 cuando la Santa Sede estableció la unión de las dos diócesis; Gioacchino Di Leo fue el primer prelado que llevó el doble título de "arzobispo de Lanciano y obispo de Ortona".
El 31 de julio de 1950, mediante la carta apostólica Caelorum Reginae, el papa Pío XII proclamó a la Bienaventurada Virgen María de los Milagros, venerada en el santuario de Casalbordino en la diócesis de Vasto, como patrona principal de la diócesis de Ortona.
En 1956, por falta de contigüidad con el resto del territorio diocesano, el municipio de Treglio fue cedido por la diócesis de Ortona a la de Lanciano mediante el decreto Excellentissimus de la Congregación Consistorial.
Mediante la bula Fructuosae ecclesiae del papa Juan Pablo II del 2 de marzo de 1982, Lanciano perdió su dignidad metropolitana, manteniendo el título de arquidiócesis, y junto con la diócesis de Ortona se convirtieron en sufragáneas de la arquidiócesis de Chieti.
El 30 de septiembre de 1986, con la reorganización de las circunscripciones eclesiásticas italianas, la Congregación para los Obispos, en virtud del decreto Instantibus Votis, declaró la unión plena de las Iglesias de Lanciano y Ortona y la diócesis asumió el nombre actual de "arquidiócesis de Lanciano-Ortona".

## Estadísticas
Según el Anuario Pontificio 2022 la arquidiócesis tenía a fines de 2021 un total de 82 780 fieles bautizados.
| Año                                                                             | Población            | Población | Población      | Sacerdotes | Sacerdotes    | Sacerdotes    | Bautizados por sacerdote | Diáconos permanentes | Religiosos | Religiosos | Parroquias |
| Año                                                                             | Bautizados católicos | Total     | % de católicos | Total      | Clero secular | Clero regular | Bautizados por sacerdote | Diáconos permanentes | Varones    | Mujeres    | Parroquias |
| ------------------------------------------------------------------------------- | -------------------- | --------- | -------------- | ---------- | ------------- | ------------- | ------------------------ | -------------------- | ---------- | ---------- | ---------- |
| 1949                                                                            | 190 925              | 192 344   | 99.3           | 221        | 121           | 100           | 863                      |                      | 150        | 214        | 37         |
| 1969                                                                            | 85 771               | 85 851    | 99.9           | 100        | 64            | 36            | 857                      |                      | 50         | 163        | 36         |
| 1980                                                                            | 77 530               | 77 914    | 99.5           | 87         | 52            | 35            | 891                      |                      | 47         | 115        | 40         |
| 1990                                                                            | 87 555               | 88 027    | 99.5           | 70         | 42            | 28            | 1250                     |                      | 35         | 95         | 41         |
| 1999                                                                            | 89 527               | 89 884    | 99.6           | 77         | 46            | 31            | 1162                     | 2                    | 37         | 97         | 42         |
| 2000                                                                            | 89 334               | 90 254    | 99.0           | 71         | 38            | 33            | 1258                     | 2                    | 41         | 100        | 42         |
| 2001                                                                            | 89 748               | 90 468    | 99.2           | 75         | 37            | 38            | 1196                     | 2                    | 41         | 99         | 42         |
| 2002                                                                            | 89 904               | 90 604    | 99.2           | 73         | 36            | 37            | 1231                     | 3                    | 40         | 97         | 42         |
| 2003                                                                            | 90 054               | 90 704    | 99.3           | 66         | 37            | 29            | 1364                     | 3                    | 31         | 95         | 42         |
| 2004                                                                            | 90 205               | 90 855    | 99.3           | 70         | 37            | 33            | 1288                     | 3                    | 36         | 91         | 42         |
| 2013                                                                            | 89 303               | 94 875    | 94.1           | 82         | 46            | 36            | 1089                     | 9                    | 36         | 95         | 42         |
| 2016                                                                            | 89 200               | 95 700    | 93.2           | 69         | 48            | 21            | 1292                     | 8                    | 21         | 94         | 43         |
| 2019                                                                            | 83 780               | 87 891    | 95.3           | 72         | 45            | 27            | 1163                     | 8                    | 29         | 95         | 42         |
| 2021                                                                            | 82 780               | 86 840    | 95.3           | 72         | 45            | 27            | 1149                     | 8                    | 29         | 95         | 42         |
| Fuente: Catholic-Hierarchy, que a su vez toma los datos del Anuario Pontificio. |                      |           |                |            |               |               |                          |                      |            |            |            |

### Vida consagrada
En el territorio arquidiocesano están presentes las siguientes comunidades religiosas masculinas: Congregación Misionera de los Siervos del Hijo de Dios, Fraternidad Misionera de María, Orden de los Hermanos Menores Conventuales (franciscanos conventuales), Orden de los Hermanos Menores (franciscanos), Misioneros del Santísimo Sacramento, Pía Sociedad de San Francisco de Sales y Sociedad Misionera de Santo Tomás Apóstol.
Las comunidades religiosas femeninas que trabajan en la arquidiócesis son: Hijas del Sagrado Corazón de Jesús, Franciscanas Misioneras del Niño Jesús, Instituto Sagrada Familia, Instituto Santo Tomás, Franciscanas Misioneras del Sagrado Corazón, Maestras de Santa Dorotea, Misioneras de Cristo, Misioneras de los Sagrados Corazones de Jesús y María y Pequeña Obra de los Sagrados Corazones.

## Episcopologio

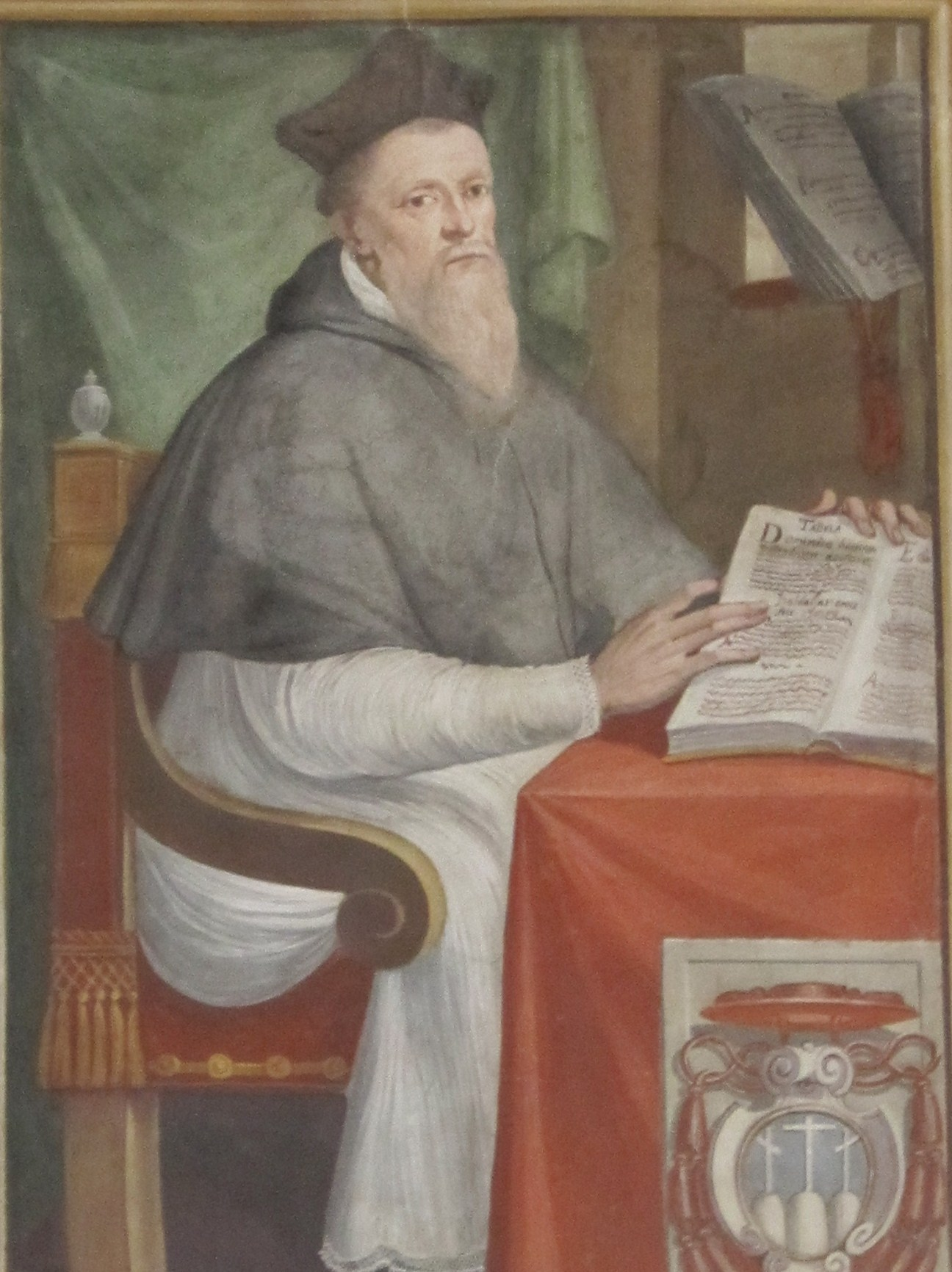
Egidio de Viterbo (1469-1532), de la Orden de San Agustín, luego de un período de sede vacante, fue elegido como el segundo obispo de Lanciano

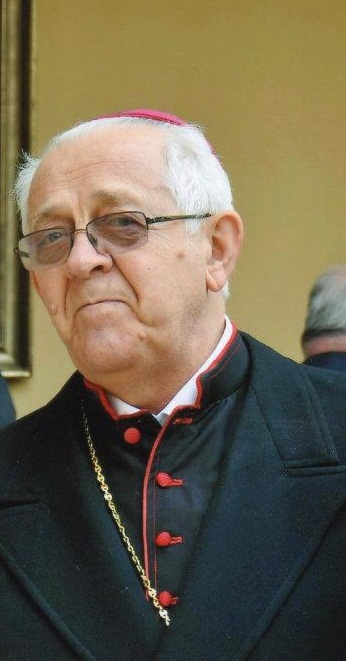
Carlo Ghidelli (1934-) ocupó la sede Lanciano-Ortona entre 2000 y 2010. A él le sucedió Emidio Cipollone, actual arzobispo

### Obispos y arzobispos de Lanciano
- Angelo Maccafani † (27 de junio de 1515-1 de diciembre de 1517 falleció)[19]
  - Sede vacante
  - Egidio da Viterbo, O.E.S.A. † (10 de abril de 1532-12 de noviembre de 1532 falleció) (administrador apostólico)
- Michele Fortini, O.P. † (26 de febrero de 1533 o 1535[nota 11]-15 de febrero de 1539 falleció)
- Juan Salazar Fernández † (30 de abril de 1540-12 de septiembre de 1555 falleció)
- Pompeo Piccolomini † (12 de junio de 1556-26 de enero de 1560 nombrado obispo de Tropea)
- Leonardo Marini, O.P. † (26 de enero de 1560-7 de octubre de 1566 nombrado arzobispo a título personal de Alba)
- Ettore Piscicelli † (13 de octubre de 1568-23 de septiembre de 1569 falleció)
- Antonio Gaspar Rodríguez, O.F.M. † (20 de octubre de 1570-1 de noviembre de 1578 falleció)
- Mario Bolognini † (3 de julio de 1579-3 de octubre de 1588 nombrado arzobispo a título personal de Crotone)
- Paolo Tasso † (17 de octubre de 1588-2 de septiembre de 1607 falleció)
  - Sede vacante (1607-1610)
- Lorenzo Monzonís Galatina, O.F.M. † (27 de enero de 1610-20 de noviembre de 1617 nombrado arzobispo a título personal de Pozzuoli)
- Francisco Romero, O.Carm. † (14 de mayo de 1618-11 de enero de 1621 nombrado arzobispo a título personal de Vigevano)
- Andrea Gervasi † (24 de junio de 1622-9 de agosto de 1668 falleció)
- Alfonso Álvarez Barba Ossorio, O.C.D. † (9 de septiembre de 1669-29 de mayo de 1673 nombrado arzobispo de Brindisi)
- Francesco Antonio Carafa, C.R. † (27 de mayo de 1675-24 de noviembre de 1687 nombrado arzobispo a título personal de Catania)
- Manuel de la Torre y Gutiérrez, O. de M. † (9 de agosto de 1688-21 de julio de 1694 falleció)
- Giovanni Monreale † (4 de julio de 1695-21 de mayo de 1696 nombrado arzobispo de Reggio Calabria)
- Barnaba De Castro, O.E.S.A. † (25 de febrero de 1697-15 de diciembre de 1700 nombrado arzobispo de Brindisi)
- Giovanni Uva, O.F.M. † (18 de abril de 1701-enero de 1717 falleció)
- Antonio Paternò † (8 de febrero de 1719-1730 falleció)
- Arcangelo Maria Ciccarelli, O.P. † (30 de abril de 1731-19 de diciembre de 1738 nombrado arzobispo a título personal de Ugento)
- Domenico De Pace † (26 de enero de 1739-marzo de 1745 falleció)
- Anton Ludovico Antinori, C.O. † (21 de junio de 1745-22 de abril de 1754 nombrado arzobispo de Acerenza y Matera)
- Giacomo Leto † (20 de mayo de 1754-5 de febrero de 1769 falleció)
- Domenico Gervasoni † (20 de noviembre de 1769-noviembre de 1784 falleció)
- Francesco Saverio De Vivo † (18 de diciembre de 1786-27 de febrero de 1792 nombrado arzobispo a título personal de Nusco)
- Francesco Amoroso † (27 de febrero de 1792-8 de julio de 1807 falleció)
  - Sede vacante (1807-1818)
- Francesco Maria De Luca † (6 de abril de 1818-19 de febrero de 1834 nombrado arzobispo de Lanciano y administrador perpetuo de Ortona)

### Obispos de Ortona (de Ortona y Campli desde 1600)
- Blando † (antes de 591-antes de agosto de 594 falleció)
- Calunnioso † (después de agosto de 594-después de julio de 599)
- Viatore † (mencionado en 649)[20]
  - Sede suprimida
- Giandomenico Rebiba † (8 de noviembre de 1570-11 de diciembre de 1595 nombrado obispo de Catania)[21]
- Alessandro Boccabarile † (15 de enero de 1596-31 de octubre de 1623 falleció)
- Antimo Degli Atti † (1 de julio de 1624-1 de octubre de 1640 falleció)
- Francesco Antonio Biondi, O.F.M.Conv. † (3 de diciembre de 1640-21 de diciembre de 1643 falleció)
- Alessandro Crescenzi, C.R.S. † (13 de junio de 1644-26 de agosto de 1652 nombrado obispo de Bitonto)
- Carlo Bonafaccia † (3 de febrero de 1653-27 de mayo de 1675 nombrado obispo de Terni)
- Giovanni Vespoli-Casanatte, C.R. † (27 de mayo de 1675-13 de agosto de 1716 falleció)
- Giuseppe Falconi † (20 de diciembre de 1717-16 de marzo de 1730 falleció)
- Giovanni Romano † (11 de septiembre de 1730-26 de septiembre de 1735 nombrado obispo de Catanzaro)
- Marcantonio Amalfitani † (26 de septiembre de 1735-11 de noviembre de 1765 falleció)
- Domenico de Dominicis † (27 de enero de 1766-8 de marzo de 1791 falleció)
- Antonio Cresi † (26 de marzo de 1792-22 de septiembre de 1804 falleció)
  - Sede vacante (1804-1818)
  - Sede suprimida (1818-1834)

### Arzobispos de Lanciano y administradores apostólicos de Ortona
- Francesco Maria De Luca † (19 de febrero de 1834-13 de enero de 1839 falleció)
- Ludovico Rizzuti † (23 de diciembre de 1839-4 de agosto de 1848 falleció)
- Giacomo De Vincentiis † (22 de diciembre de 1848-5 de mayo de 1866 falleció)
  - Sede vacante (1866-1872)
- Francesco Maria Petrarca † (23 de febrero de 1872-26 de diciembre de 1895 falleció)
- Angelo Della Cioppa † (22 de junio de 1896-29 de enero de 1917 falleció)
- Nicola Piccirilli † (25 de abril de 1918-4 de marzo de 1939 falleció)
- Pietro Tesauri † (25 de mayo de 1939-25 de agosto de 1945 falleció)

### Arzobispos de Lanciano y obispos de Ortona
- Gioacchino Di Leo † (18 de febrero de 1946-5 de julio de 1950 nombrado arzobispo a título personal de Mazara del Vallo)
- Benigno Luciano Migliorini, O.F.M. † (13 de marzo de 1951-1 de julio de 1962 falleció)
- Pacifico Maria Luigi Perantoni, O.F.M. † (21 de agosto de 1962-14 de agosto de 1974 retirado)
- Leopoldo Teofili † (14 de agosto de 1974-22 de diciembre de 1981 falleció)
- Enzio d'Antonio † (13 de mayo de 1982-30 de septiembre de 1986 nombrado arzobispo de Lanciano-Ortona)

### Arzobispos de Lanciano-Ortona
- Enzio d'Antonio † (30 de septiembre de 1986-25 de noviembre de 2000 retirado)
- Carlo Ghidelli (25 de noviembre de 2000-11 de octubre de 2010 retirado)
- Emidio Cipollone, desde el 11 de octubre de 2010

### Para la sede de Lanciano
- (en italiano) Giuseppe Cappelletti, Le Chiese d'Italia dalla loro origine sino ai nostri giorni, Venecia, 1870, vol. XXI, pp. 87-90
- (en latín) Pius Bonifacius Gams, Series episcoporum Ecclesiae Catholicae, Graz, 1957, p. 888
- (en latín) Konrad Eubel, Hierarchia Catholica Medii Aevi, vol. 3, p. 218; vol. 4  (enlace roto disponible en este archivo)., p. 214; vol. 5, p. 235; vol. 6, p. 251

### Para la sede de Ortona
- (en inglés) La diocesi di Ortona e Campli su Catholic Hierarchy
- (en italiano) Giuseppe Cappelletti, Le Chiese d'Italia dalla loro origine sino ai nostri giorni, Venecia, 1870, vol. XXI, pp. 91-94
- (en italiano) Francesco Lanzoni, Le diocesi d'Italia dalle origini al principio del secolo VII (an. 604), vol. I, Faenza, 1927, p. 377
- (en latín) Paul Fridolin Kehr, Italia Pontificia, vol. IV, Berlín, 1909, pp. 276-277
- (en latín) Pius Bonifacius Gams, Series episcoporum Ecclesiae Catholicae, Graz, 1957, p. 910
- (en latín) Konrad Eubel, Hierarchia Catholica Medii Aevi, vol. 3, p. 263; vol. 4  (enlace roto disponible en este archivo)., p. 266; vol. 5, p. 298; vol. 6, p. 320